# Rambo: First Blood Part II
Rambo: First Blood Part II es una película de acción estadounidense de 1985, la segunda de la saga de Rambo. Esta película muestra a Rambo (Sylvester Stallone) liberado de la cárcel (por sus delitos en la primera parte) por una orden federal y encargado de llevar a cabo una misión donde debe comprobar si en Vietnam aún quedan prisioneros de guerra estadounidenses. La misión parte de la convicción de que Rambo demostrará que la hipótesis de que aún quedan prisioneros es imposible, y el gobierno podrá zanjar la cuestión, aunque, por causa de los intereses personales de quien estaba a cargo de ella, en los hechos también implicaba que, si efectivamente surgían evidencias que invalidaran dicha hipótesis, estas debían ser destruidas a como diera lugar.
La película contó con un presupuesto de 25 millones de dólares, y resultó un gran éxito. Con una recaudación de más de 150 millones de dólares, fue la segunda película más taquillera de 1985 (después de Back to the Future). Esta película llamó la atención al entonces presidente Ronald Reagan, quien elogió a Stallone por personificar a Rambo como un símbolo del Ejército de los Estados Unidos.
La película fue muy mal recibida por los críticos por la violencia que contiene. Curiosamente fue elegida como "Peor Película" en los premios Razzie de 1985. Sin embargo, cabe mencionar que la película se encuentra en la lista del American Film Institute en el puesto 222, como una de las películas más inspiradoras. Además estuvo nominada al Óscar por mejor edición de sonido, categoría en la cual perdió frente a Back to the Future. 
Rambo: First Blood Part II fue dirigida por George P. Cosmatos, quien posteriormente dirigiría Cobra, con Sylvester Stallone y Brigitte Nielsen. Cosmatos también es conocido por su película de 1976 Casandra Crossing, con Sophia Loren, Richard Harris y Burt Lancaster. David Morrell, autor de Primera sangre, novela en la que se basó la primera película, escribíó una novelización de esta segunda parte.

## Argumento
Cinco años después de los sucesos en el pueblo de Hope, John Rambo está encarcelado por sus antiguos crímenes, pero recibe la visita del coronel Trautman, quien le hace la propuesta de la misión optativa de regresar a Vietnam, a comprobar si aún quedan prisioneros de guerra. Si la misión resulta bien, el presidente le concedería el perdón, y sería libre. Rambo acepta. 
Está bajo las órdenes de un falso teniente, Marshall Murdock, al que en el fondo solo le interesan el dinero y el poder de su nación, y al que le da igual perder a unos cuantos hombres, por muy inocentes que sean, si sigue controlando las cosas como él quiere. Murdock le encomienda a Rambo que solo saque fotos, y que no ataque al enemigo. Pero al saltar en paracaídas sobre un área selvática prohibida, Rambo pierde todo su equipo, excepto un cuchillo dentado y un arco.
Ya en Vietnam es ayudado por una chica vietnamita, Co Bao. Tras descubrir que el campamento al que lo habían enviado no estaba vacío, empieza a atacar. Cuando tiene que regresar a Tailandia, Murdock, al saber que lleva con él a un prisionero estadounidense, y que no ha hecho fotos como le dijo, ordena que suspendan la misión, abandonando a Rambo acorralado de nuevo con las fuerzas armadas vietnamitas. Rambo es capturado por las fuerzas locales y torturado por el soviético teniente coronel Podovsky. Entretanto, Trautman confronta a Murdock por traicionar a Rambo, y después de que Murdock intenta justificar su modo de proceder, Trautman le insinúa que era una equivocación de su parte dar el asunto por "cerrado", cómo pretendía hacer, ya que Rambo no se dará por vencido. Co Bao se hace pasar por prostituta y ayuda a Rambo a escapar del campamento. Llegando a la ladera del río, Rambo agradece y promete a Co casarse con ella para que pueda emigrar hacia Estados Unidos, lo que significaba para él, el fin de su guerra, cerrar el círculo de violencia y muerte que experimenta. Pero, de regreso a la base, el comandante aliado local Tay acribilla y asesina a Co. Rambo toma en sus brazos a Co mientras muere, prometiéndole que nunca la olvidará y que en verdad la amaba; y la sepulta en la jungla. 
Sumamente dolido y furioso, Rambo saca su lado más oscuro y violento, empezando a liquidar a los soldados vietnamitas y soviéticos, incluido Tay, a quien mata con una flecha explosiva. Más tarde, finalmente consigue llegar a su destino, al sitio donde están los prisioneros estadounidenses. Se dirige a un pequeño campamento enemigo con varios vehículos y lo destruye con flechas explosivas. Secuestra un helicóptero Bell 212 de los soviéticos después de echar a Yushin, y se dirige hacia el campo de prisioneros de guerra. Destruye la mayor parte del campamento con el helicóptero, luego aterriza y se arma con la ametralladora que está montada en el Huey, mata a los soldados restantes y rescata a todos los prisioneros de guerra. Llegan al helicóptero y se dirigen hacia el centro de comando estadounidense en Tailandia. Podovsky los persigue en su helicóptero Mil Mi-24. Aunque el helicóptero de Rambo está muy dañado, logra aterrizarlo en un río, y finge su muerte. Podovsky se le acerca y se descuida, momento en el que Rambo dispara un cohete al helicóptero de Podovsky, matándolo.  
Rambo luego regresa a la base y destruye el centro de comando de Murdock. Amenaza a Murdock con un cuchillo, desafiándolo a encontrar y rescatar a los prisioneros de guerra estadounidenses restantes en Vietnam. Trautman luego consuela a Rambo y trata de apaciguarlo. Un Rambo enojado responde que solo quiere que su país ame a sus soldados tanto como sus soldados lo aman a él. Cuando Rambo se va, Trautman le pregunta: "¿Cómo vivirás, John?". A lo que Rambo responde, "Día a día". Los créditos de la película avanzan mientras Rambo se aleja mientras su mentor lo observa.

## Reparto
| Personaje                 | Actor              | Actor de doblaje - España | Actor de doblaje - Los Ángeles |
| ------------------------- | ------------------ | ------------------------- | ------------------------------ |
| John Rambo                | Sylvester Stallone | Ricardo Solans            | Jorge García                   |
| Coronel Trautman          | Richard Crenna     | Manuel Cano               | Edgar Wald                     |
| Marshall Murdock          | Charles Napier     | Ricardo Tundidor          | Alejandro Abdalah              |
| Teniente coronel Podovsky | Steven Berkoff     | Juan Miguel Cuesta        | Roberto Alexander              |
| Co Bao                    | Julia Nickson      | María Antonia Rodriguéz   | Marcela Bordes                 |
| Ericson                   | Martin Kove        | Luis Porcar               | Juan Cuadra                    |

## Localizaciones
La película fue rodada íntegramente en locaciones de México. La escena de la explosión en la cascada fue filmada en Coyuca de Benítez, Guerrero, México (Cascada de El Salto) y el resto de la película en Tecoanapa, Guerrero, México. Además, de la base aérea militar N°7 "Pie de la Cuesta" usada como localización para el área de los hangares donde se desarrolla gran parte de la película.

## Recepción
Rambo:  First Blood Part II recibió reseñas mixtas a negativas de parte de la crítica y mixtas a positivas de parte de la audiencia. En el portal de Internet Rotten Tomatoes la película posee una aprobación de 33%, basada en 43 reseñas, con una calificación de 4,60/10, mientras que de parte de la audiencia ha recibido una aprobación de 60%, basada en 99 834 votos, con una calificación de 3,53/5.
La página Metacritic le ha dado a la película una puntuación de 47 de 100, basada en 15 reseñas, indicando "reseñas mixtas". Las audiencias de CinemaScore le han dado una "B-" en una escala de A+ a F, mientras que en el sitio IMDb los usuarios le han dado una puntuación de 6,5 sobre 10 basándose en 153 785 votos.

## Estrenos
| País                                                                          | Fecha de estreno                 |
| ----------------------------------------------------------------------------- | -------------------------------- |
| Alemania                                                                      | Jueves 12 de septiembre de 1985  |
| Argentina                                                                     | Jueves 5 de septiembre de 1985   |
| Australia                                                                     | Jueves 18 de julio de 1985       |
| Austria                                                                       | Viernes 13 de septiembre de 1985 |
| Bélgica                                                                       | Miércoles 16 de octubre de 1985  |
| Belice · Costa Rica · El Salvador · Guatemala · Honduras · Nicaragua · Panamá | Miércoles 31 de julio de 1985    |
| Bolivia                                                                       | Miércoles 1 de enero de 1986     |
| Brasil                                                                        | Jueves 15 de agosto de 1985      |
| Chile                                                                         | Viernes 4 de octubre de 1985     |
| Colombia                                                                      | Jueves 22 de agosto de 1985      |
| Dinamarca                                                                     | Viernes 25 de octubre de 1985    |
| Ecuador                                                                       | Miércoles 24 de julio de 1985    |
| Egipto                                                                        | Lunes 5 de mayo de 1986          |
| España                                                                        | Lunes 9 de septiembre de 1985    |
| Estados Unidos · Canadá                                                       | Miércoles 22 de mayo de 1985     |
| Filipinas                                                                     | Miércoles 12 de junio de 1985    |
| Finlandia                                                                     | Viernes 23 de agosto de 1985     |
| Francia                                                                       | Miércoles 9 de octubre de 1985   |

| País                 | Fecha de estreno                |
| -------------------- | ------------------------------- |
| Grecia               | Jueves 28 de noviembre de 1985  |
| Hong Kong            | Jueves 20 de junio de 1985      |
| India                | Viernes 30 de enero de 1987     |
| Israel               | Viernes 21 de junio de 1985     |
| Italia               | Viernes 20 de diciembre de 1985 |
| Jamaica              | Miércoles 21 de agosto de 1985  |
| Japón                | Sábado 17 de agosto de 1985     |
| Líbano               | Viernes 14 de junio de 1985     |
| Malasia              | Jueves 20 de junio de 1985      |
| México               | Jueves 22 de agosto de 1985     |
| Noruega              | Jueves 12 de septiembre de 1985 |
| Nueva Zelanda        | Viernes 9 de agosto de 1985     |
| Países Bajos         | Jueves 1 de agosto de 1985      |
| Perú                 | Jueves 12 de diciembre de 1985  |
| Portugal             | Viernes 25 de octubre de 1985   |
| Reino Unido Irlanda  | Viernes 30 de agosto de 1985    |
| República Dominicana | Jueves 29 de agosto de 1985     |
| Singapur             | Jueves 20 de junio de 1985      |
| Sudáfrica            | Viernes 5 de julio de 1985      |
| Suecia               | Viernes 23 de agosto de 1985    |
| Suiza                | Viernes 11 de octubre de 1985   |
| Tailandia            | Sábado 17 de agosto de 1985     |
| Taiwán               | Sábado 13 de julio de 1985      |
| Uruguay              | Jueves 3 de octubre de 1985     |
| Venezuela            | Miércoles 3 de julio de 1985    |